# Slut Pop
 (mai 2022).
La mise en forme du texte ne suit pas les recommandations de Wikipédia : il faut le « wikifier ».
Les points d'amélioration suivants sont les cas les plus fréquents :
- Les titres sont pré-formatés par le logiciel. Ils ne sont ni en capitales, ni en gras.
- Le texte ne doit pas être écrit en capitales (les noms de famille non plus), ni en gras, ni en italique, ni en « petit »…
- Le gras n'est utilisé que pour surligner le titre de l'article dans l'introduction, une seule fois.
- L'italique est rarement utilisé : mots en langue étrangère, titres d'œuvres, noms de bateaux, etc.
- Les citations ne sont pas en italique mais en corps de texte normal. Elles sont entourées par des guillemets français : « et ».
- Les listes à puces sont à éviter, des paragraphes rédigés étant largement préférés. Les tableaux sont à réserver à la présentation de données structurées (résultats, etc.).
- Les appels de note de bas de page (petits chiffres en exposant, introduits par l'outil «  Source ») sont à placer entre la fin de phrase et le point final[comme ça].
- Les liens internes (vers d'autres articles de Wikipédia) sont à choisir avec parcimonie. Créez des liens vers des articles approfondissant le sujet. Les termes génériques sans rapport avec le sujet sont à éviter, ainsi que les répétitions de liens vers un même terme.
- Les liens externes sont à placer uniquement dans une section « Liens externes », à la fin de l'article. Ces liens sont à choisir avec parcimonie suivant les règles définies. Si un lien sert de source à l'article, son insertion dans le texte est à faire par les notes de bas de page.
- La présentation des références doit suivre les conventions bibliographiques. Il est recommandé d'utiliser les modèles {{Ouvrage}}, {{Chapitre}}, {{Article}}, {{Lien web}} et/ou {{Bibliographie}}. Le mode d'édition visuel peut mettre en forme automatiquement les références.
- Insérer une infobox (cadre d'informations à droite) n'est pas obligatoire pour parachever la mise en page.

Pour une aide détaillée, merci de consulter Aide:Wikification.
Si vous pensez que ces points ont été résolus, vous pouvez retirer ce bandeau et améliorer la mise en forme d'un autre article.
Slut Pop est le quatrième EP (extended play) de la chanteuse allemande Kim Petras. Il a été publié le 11 février 2022 chez Republic Records.

## Genèse de l'EP
Lors de son travail sur son deuxième album et sur d’autres projets musicaux après sa signature chez Republic Records en 2021, Petras évoque dans une interview avec le magazine Paper s’être plus orientée vers des thèmes sexuels. L’une de ses inspirations était l’album Blackout de Britney Spears. Elle précise : 

« Les gens ne prennent pas au sérieux les personnes - notamment les femmes - qui chantent des chansons coquines ou sur le sexe, et le déprecient comme quelque chose sans importance. Je trouve ça idiot… Je crois entièrement que l’écriture de telles chansons nécessite autant de compétence que pour tout autre type de chanson. Alors je me disais : “Vous savez quoi ? Je crée slut pop.” Et j’en suis fière. Vous pouvez ravaler ça si vous ne le prenez pas au sérieux. Ça m’est égal. »

— Kim Petras en interview dans Paper. Traduit de l'anglais par l'auteur de cette page.
La production de l’EP a été terminée en deux mois. La liste des chansons a été constituée quand elle avait réalisé avoir assez de chansons parlant du même thème pour lui dédier tout un projet,.

## Composition

### Style musical
Poursuivant le style électro-dance-pop de Kim Petras, Slut Pop se rapproche musicalement davantage de la techno, un choix qui fait référence à la culture club allemande et à sa volonté, en tant que chanteuse allemande, d'apporter des influences européennes dans des chansons écoutées notamment aux États-Unis,. De par son caractère artificiel et ses éléments musicaux empruntés à la scène pop des années 2000, l'EP est classé dans le genre hyperpop.

### Paroles
Alors que le précédent single Coconuts fait déjà des allusions métaphoriquement sexuelles (« My coconuts! You can put 'em in your mouth »), les paroles sur Slut Pop sont beaucoup plus explicites par rapport au reste de la discographie. L’EP a été décrit comme un album  « x-rated » (interdit aux mineurs). Sexpositif, Slut Pop serait aussi inspiré de la communauté des travailleurs du sexe.

## Promotion
Fin janvier 2022, Petras débute la communication autour de son projet sur les réseaux sociaux. Elle a partagé aussi le nom de domaine kimisaslut.com qui fait atterrir sur son site officiel,. Publié trois jours avant la fête de la Saint-Valentin, l'EP à titres provocateurs a été mis en contexte de cet événement. Lors de la sortie, Petras annonce la Slut Tour dont les concerts relativement courts se déroulent dans différents clubs à Los Angeles dans une seule nuit. En avril 2022, Petras a commencé sa première performance au Coachella Festival par les chansons de Slut Pop.

## Réception critique
Slut Pop reçoit des critiques mixtes. Certains critiques apprécient le concept artistique inspiré des années 2000 et estiment le message sexpositif de l’EP porté par une chanteuse trans comme un geste important pour la visibilité de la communauté LGBT dans la musique mais aussi dans la société,,.
D’autres critiques problématisent la collaboration de Petras avec le producteur Dr. Luke qui, est accusé d’agressions sexuelles par la chanteuse Kesha depuis 2014, qui plus est sur un projet à titres provocateurs et sujets sexuels. Dans ce contexte, certains utilisateurs de Twitter ont reproché à Petras d’avoir mentionné la chanteuse Lady Gaga sur le titre Throat Goat alors qu’elle avait témoigné contre Dr. Luke,.

## Liste des chansons
Toutes les chansons ont été produites par Dr. Luke.
| 1. | Slut Pop                | 1:58 |
| 2. | Treat Me Like A Slut    | 1:58 |
| 3. | XXX                     | 2:04 |
| 4. | Superpower Bitch        | 2:08 |
| 5. | Throat Goat             | 2:20 |
| 6. | They Wanna Fuck         | 2:30 |
| 7. | Your Wish Is My Command | 2:54 |